# Torneig d'escacs de Noruega de 2016
El Torneig d'escacs de Noruega de 2016 serà un torneig d'escacs que tindrà lloc del 19 al 29 d'abril de 2016, a Stavanger (Noruega), i patrocinat per Altibox. Es jugarà pel sistema de tots contra tots a una sola volta entre 10 jugadors. Els participants seran: Magnus Carlsen, Vladímir Kràmnik, Vesselín Topàlov, Levon Aronian, Anish Giri i Maxime Vachier-Lagrave, Serguei Kariakin, Pendyala Harikrishna, Pàvel Eliànov i Nils Grandelius. A diferència de l'edició anterior, aquest cop no formà part del Grand Chess Tour de 2016.

## Prèvia
Per decidir el desè jugador, Jon Ludvig Hammer, Hou Yifan, Nils Grandelius i Aryan Tari varen jugar un torneig classificatori entre els dies 23 i 26 de març de 2016. Grandelius fou el vencedor en guanyar dues partides clàssiques i fer taules en una altra i dues partides i unes taules pel ritme ràpid, aconseguint finalment un total de 12 punts. Hammer quedà en segon lloc amb 8 punts, Yifan tercer amb 6 punts i Tari quart amb 2 punts.
Després de guanyar el Torneig de candidats 2016, Serguei Kariakin renuncià la seva participació en el Torneig de Noruega al·legant que després del desgast en el Torneig de Candidats no veia opcions en guanyar i a més es volia preparar per a la final del Campionat del Món contra Magnus Carlsen. L'organització el substituí per Li Chao, número quinze del rànquing mundial i segon de la Xina.

## Resultats
El 18 d'abril de 2016, es dugué a terme un torneig blitz per a determinar els emparellaments del torneig clàssic: els cinc primers classificats obtenien una partida de més en blanques. Després es feu el torneig a ritme clàssic que guanyà Magnus Carlsen després de vèncer a la darrera ronda contra Pàvel Eliànov, mentre que Levon Aronian només pogué fer taules davant Pentala Harikrishna i es posicionà en segon lloc.

### Torneig Blitz
| #  | Jugador                | Elo  | 1 | 2 | 3 | 4 | 5 | 6 | 7 | 8 | 9 | 10 | Punts | TPR  |
| -- | ---------------------- | ---- | - | - | - | - | - | - | - | - | - | -- | ----- | ---- |
| 1  | Magnus Carlsen         | 2890 | X | 0 | 1 | 1 | 1 | 1 | 1 | ½ | 1 | 1  | 7,5   | 3040 |
| 2  | Anish Giri             | 2793 | 1 | X | 0 | ½ | ½ | 1 | ½ | 1 | 1 | 1  | 6,5   | 2933 |
| 3  | Maxime Vachier-Lagrave | 2872 | 0 | 1 | X | ½ | ½ | 1 | 0 | 1 | 1 | 1  | 6,0   | 2888 |
| 4  | Vladímir Kràmnik       | 2817 | 0 | ½ | ½ | X | ½ | 1 | 1 | ½ | 1 | 1  | 6,0   | 2886 |
| 5  | Levon Aronian          | 2814 | 0 | ½ | ½ | ½ | X | 1 | ½ | ½ | ½ | ½  | 4,5   | 2769 |
| 6  | Pentala Harikrishna    | 2774 | 0 | 0 | 0 | 0 | 0 | X | 1 | 1 | 1 | 1  | 4,0   | 2733 |
| 7  | Vesselín Topàlov       | 2647 | 0 | ½ | 1 | 0 | ½ | 0 | X | ½ | 0 | ½  | 3,0   | 2652 |
| 8  | Nils Grandelius        | 2604 | ½ | 0 | 0 | ½ | ½ | 0 | ½ | X | ½ | 0  | 2,5   | 2618 |
| 9  | Li Chao                | 2633 | 0 | 0 | 0 | 0 | ½ | 0 | 1 | ½ | X | ½  | 2,5   | 2606 |
| 10 | Pàvel Eliànov          | 2679 | 0 | 0 | 0 | 0 | ½ | 0 | ½ | 1 | ½ | X  | 2,5   | 2605 |

### Torneig Clàssic
| #  | Jugador                | Elo  | 1 | 2 | 3 | 4 | 5 | 6 | 7 | 8 | 9 | 10 | Punts | TPR |
| -- | ---------------------- | ---- | - | - | - | - | - | - | - | - | - | -- | ----- | --- |
| 1  | Magnus Carlsen         | 2851 | X | 0 | ½ | ½ | 1 | ½ | 1 | ½ | 1 | 1  | 6     |     |
| 2  | Levon Aronian          | 2784 | 1 | X | ½ | ½ | ½ | ½ | ½ | ½ | 1 | ½  | 5,5   |     |
| 3  | Maxime Vachier-Lagrave | 2788 | ½ | ½ | X | ½ | ½ | ½ | ½ | 1 | ½ | ½  | 5     |     |
| 4  | Vesselín Topàlov       | 2754 | ½ | ½ | ½ | X | ½ | ½ | ½ | ½ | ½ | 1  | 5     |     |
| 5  | Vladímir Kràmnik       | 2801 | 0 | ½ | ½ | ½ | X | ½ | 1 | ½ | ½ | 1  | 5     |     |
| 6  | Li Chao                | 2755 | ½ | ½ | ½ | ½ | ½ | X | 0 | ½ | 1 | ½  | 4,5   |     |
| 7  | Pentala Harikrishna    | 2763 | 0 | ½ | ½ | ½ | 0 | 1 | X | 1 | ½ | ½  | 4,5   |     |
| 8  | Anish Giri             | 2790 | ½ | ½ | 0 | ½ | ½ | ½ | 0 | X | 1 | ½  | 4     |     |
| 9  | Pàvel Eliànov          | 2765 | 0 | 0 | ½ | ½ | ½ | 0 | ½ | 0 | X | 1  | 3     |     |
| 10 | Nils Grandelius        | 2649 | 0 | ½ | ½ | 0 | 0 | ½ | ½ | ½ | 0 | X  | 2,5   |     |